# Gregor Bermbach
Gregor Bermbach (Fráncfort, 17 de febrero de 1981) es un deportista alemán que compitió en bobsleigh en la modalidad cuádruple.
Ganó tres medallas de plata en el Campeonato Mundial de Bobsleigh entre los años 2011 y 2016, y dos medallas de bronce en el Campeonato Europeo de Bobsleigh, en los años 2009 y 2014.

## Palmarés internacional
| Campeonato Mundial | Campeonato Mundial    | Campeonato Mundial | Campeonato Mundial |
| Año                | Lugar                 | Medalla            | Prueba             |
| ------------------ | --------------------- | ------------------ | ------------------ |
| 2011               | Königssee (Alemania)  | Medalla de plata   | Cuádruple          |
| 2015               | Winterberg (Alemania) | Medalla de plata   | Equipo             |
| 2016               | Igls (Austria)        | Medalla de plata   | Cuádruple          |
| Campeonato Europeo |                       |                    |                    |
| Año                | Lugar                 | Medalla            | Prueba             |
| 2009               | Sankt Moritz (Suiza)  | Medalla de bronce  | Cuádruple          |
| 2014               | Königssee (Alemania)  | Medalla de bronce  | Cuádruple          |